# Leucochroma peruvensis
Leucochroma peruvensis là một loài bướm đêm trong họ Crambidae.